# 国道4号線 (韓国)

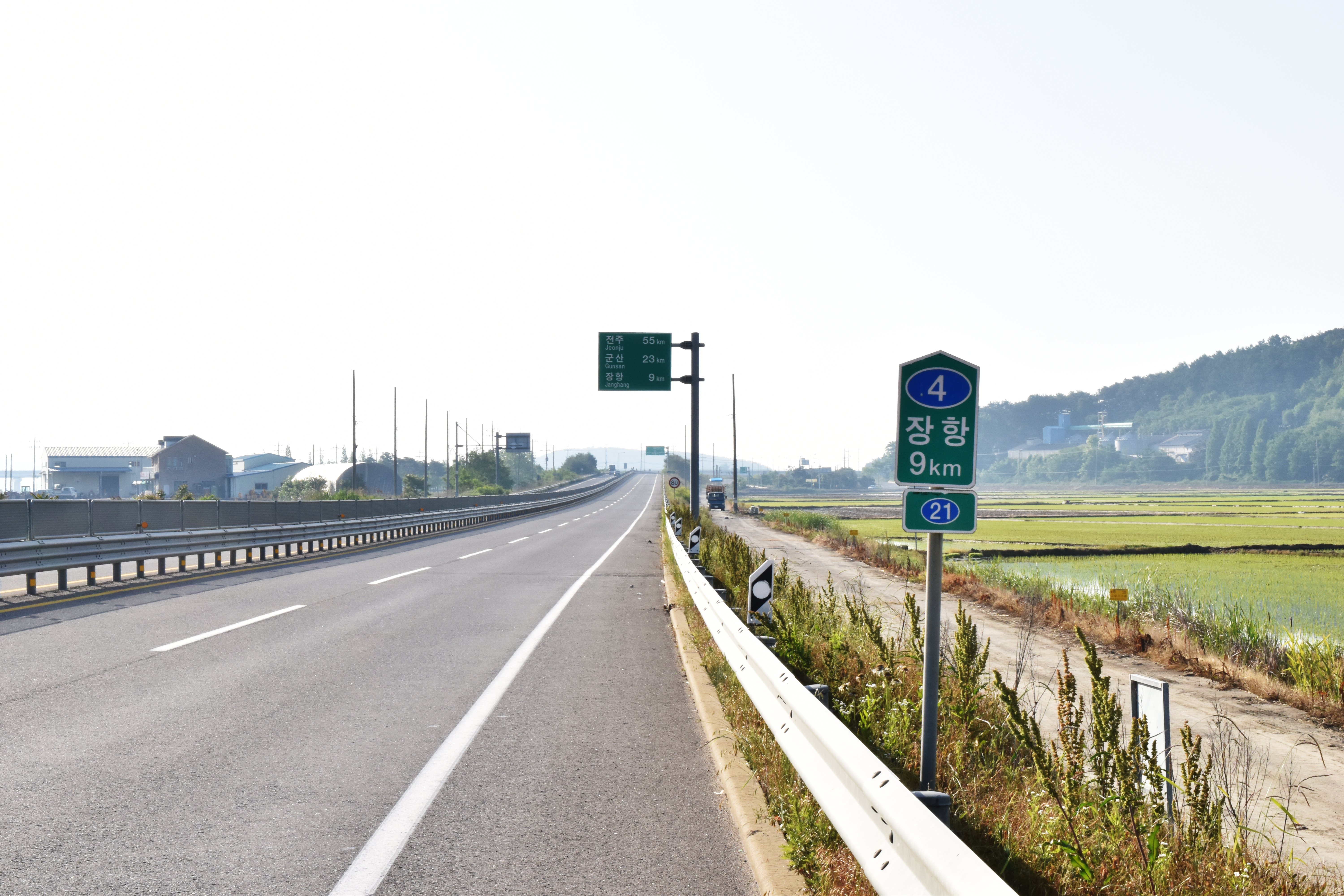
長項の近くを通る国道4号線

国道4号線(國道第四號仁川江陵線、ハングル: 국도 제4호선)は全北特別自治道群山市沃島面から慶尚北道慶州市甘浦邑を連結している総延長417.9 kmの距離である大韓民国の一般国道である。

## 歴史
- 1971年8月31日 : 一般国道路線指定令により国道第4号線群山-慶州線になる。

## 通過する自治体
- 全北特別自治道
  - 群山市
- 忠清南道
  - 舒川郡 - 扶餘郡 - 論山市 - 鶏龍市
- 大田広域市
  - 儒城区 - 西区 - 中区 - 東区
- 忠清北道
  - 沃川郡 - 永同郡
- 慶尚北道 (大邱以西)
  - 金泉市 - 漆谷郡
- 大邱広域市
  - 北区 - 西区 - 北区 - 東区 - 寿城区 - 東区
- 慶尚北道 (大邱以東)
  - 慶山市 - 永川市 - 慶州市

## 交差する道路
高速道路
- 京釜高速道路 ()
- 西海岸高速道路
- 論山-天安高速道路
- 統営-大田高速道路
- 中部内陸高速道路
- 中央高速道路
- 舒川-公州高速道路
- 湖南地線高速道路
- 大田南部循環高速道路
- 大邱外郭循環高速道路（朝鮮語版）

国道
- 国道1号線
- 国道3号線
- 国道5号線
- 国道7号線 ()
- 国道12号線 (韓国)（朝鮮語版）
- 国道14号線 (韓国)
- 国道17号線 (韓国)
- 国道19号線 (韓国)（朝鮮語版）
- 国道20号線 (韓国)
- 国道21号線 (韓国)
- 国道23号線
- 国道25号線
- 国道26号線
- 国道29号線 (韓国)
- 国道31号線 (韓国)（朝鮮語版）
- 国道32号線 (韓国)（朝鮮語版）
- 国道33号線 (韓国)
- 国道35号線 (韓国)（朝鮮語版）
- 国道37号線 (韓国)（朝鮮語版）
- 国道39号線 (韓国)
- 国道40号線 (韓国)
- 国道59号線 (韓国)（朝鮮語版）
- 国道77号線